# Gnaphosa stoliczkai
Gnaphosa stoliczkai är en spindelart som beskrevs av O. Pickard-Cambridge 1885. Gnaphosa stoliczkai ingår i släktet Gnaphosa och familjen plattbuksspindlar. Inga underarter finns listade i Catalogue of Life.